# アイ・ゲット・アラウンド
「アイ・ゲット・アラウンド」（I Get Around）は、ザ・ビーチ・ボーイズが1964年に発表した楽曲。シングルとしてリリースされ、バンドとして初の全米1位を記録。
2017年にはグラミーの殿堂入りを果たしている。

## 概要
作詞・作曲はブライアン・ウィルソンとマイク・ラヴ。
1964年7月13日発売のアルバム『オール・サマー・ロング』に収録。アルバムに先行して5月11日にシングルで発売され（B面は「ドント・ウォリー・ベイビー」）、ビーチ・ボーイズ初の全米1位を記録した（7月4日から2週連続）。
（ブライアン・ウィルソンの曲としては、1963年7月にジャン&ディーンの「サーフ・シティ」で全米1位を獲得している）